# El cálido verano del Señor Rodríguez
El cálido verano del Señor Rodríguez, o también El cálido verano del Sr. Rodríguez, es una película española del género de comedia dirigida por Pedro Lazaga y protagonizada por José Luis López Vázquez y Elvira Quintillá.
Fue rodada en el verano de 1963 y estrenada con una distribución en dos tandas en 1964-1965.
La película no estuvo disponible para su visionado durante décadas al no haber sido distribuida en formato comercial y no disponer de una copia la Filmoteca Española. Fue restaurada en 2023 y reestrenada.

## Sinopsis
Pepe Rodríguez (José Luis López Vázquez) es un oficinista que está pasando el verano solo en Madrid, alejado de su esposa que está de vacaciones con los tres hijos. Aprovechando sus días de "rodríguez", intenta disfrutar del día y la noche como 'soltero' en la gran ciudad. Cuando se dirige al reencuentro familiar en la casa de la sierra en la que están veraneando su esposa y sus hijos, como aparece con un ojo morado, tiene que ir dando explicaciones y para ello su imaginación deformará la realidad de sus cálidos días de verano.

## Reparto
- José Luis López Vázquez como José «Pepe» Rodríguez
- Elvira Quintillá como Juana / Janet / Giovanna
- Esperanza Roy como Berta
- Adriano Domínguez como Julián Pérez, el padre
- Agustín González como Torrecilla
- Venancio Muro como amigo de Pepe
- José Orjas como Manolo, el portero
- Lola Lemos como Pilar, vecina cotilla
- Ángel Álvarez como Sereno
- Julio Carabias (Julio Karabias) como amigo de Pepe
- Erasmo Pascual como Guarda del parque
- Luis Rico
- Manuel Arbó como Felipe
- José Truchado
- Juan Cortés como Don Miguel
- Antonio Padilla
- Juan Cazalilla como amigo de Pepe
- Pedro Fenollar
- Aníbal Vela Lamana - Aníbal Vela hijo
- Paco Perea
- Joaquín Bergía
- María Vico como Criada
- Isabel Zurita
- María Saavedra como Mujer del club
- Carmen Porcel
- José R. Vidan
- Dina Loy como Mujer del parque
- Adolfo Arlés
- Y sin acreditar, según IMDb, aparecen: 
  - Félix Dafauce
  - Rafael Hernández como Portero del club
  - Maribel Sáez como Chica en la piscina